# Världsmästerskapen i nordisk skidsport 1935
Världsmästerskapen i nordisk skidsport 1935 ägde rum i Vysoké Tatry i det dåvarande Tjeckoslovakien mellan den 13 och 18 februari 1935.

## Längdåkning herrar

### 18 kilometer
15 februari 1935
| Medalj | Tävlande                 | Tid     |
| Guld   | Klaes Karppinen, Finland | 1:27.58 |
| Silver | Oddbjørn Hagen, Norge    | 1:28.45 |
| Brons  | Olaf Hoffsbakken, Norge  | 1:31.47 |

### 50 kilometer
17 februari 1935
| Medalj | Tävlande                   | Tid     |
| Guld   | Nils-Joel Englund, Sverige | 4:14.23 |
| Silver | Klaes Karppinen, Finland   | 4:26.42 |
| Brons  | Trygve Brodahl, Norge      | 4:32.31 |

### 4 × 10 kilometer stafett
18 februari 1935
| Medalj | Lag                                                                            | Tid     |
| ------ | ------------------------------------------------------------------------------ | ------- |
| Guld   | Finland (Mikko Husu, Klaes Karppinen, Väinö Liikkanen, Sulo Nurmela)           | 2:42.30 |
| Silver | Norge (Sverre Brodahl, Bjarne Iversen, Olaf Hoffsbakken, Oddbjørn Hagen)       | 2:43.17 |
| Brons  | Sverige (Halvar Moritz, Erik August Larsson, Martin Matsbo, Nils-Joel Englund) | 2:46.53 |

## Nordisk kombination, herrar

### Individuellt
13 februari 1935
| Medalj | Tävlande               | Poäng  |
| Guld   | Oddbjørn Hagen, Norge  | 427,60 |
| Silver | Lauri Valonen, Finland | 422,75 |
| Brons  | Willy Bogner, Tyskland | 393,00 |

## Backhoppning, herrar

### Stora backen
13 februari 1935
| Medalj | Tävlande               | Poäng |
| Guld   | Birger Ruud, Norge     | 231,7 |
| Silver | Reidar Andersen, Norge | 228,9 |
| Brons  | Alf Andersen, Norge    | 225,9 |

## Medaljligan
| Pl. | Nation   | Guld | Silver | Brons | Totalt |
| --- | -------- | ---- | ------ | ----- | ------ |
| 1   | Norge    | 2    | 3      | 3     | 8      |
| 2   | Finland  | 2    | 2      | 0     | 4      |
| 3   | Sverige  | 1    | 0      | 1     | 2      |
| 4   | Tyskland | 0    | 0      | 1     | 1      |